# Torne älv

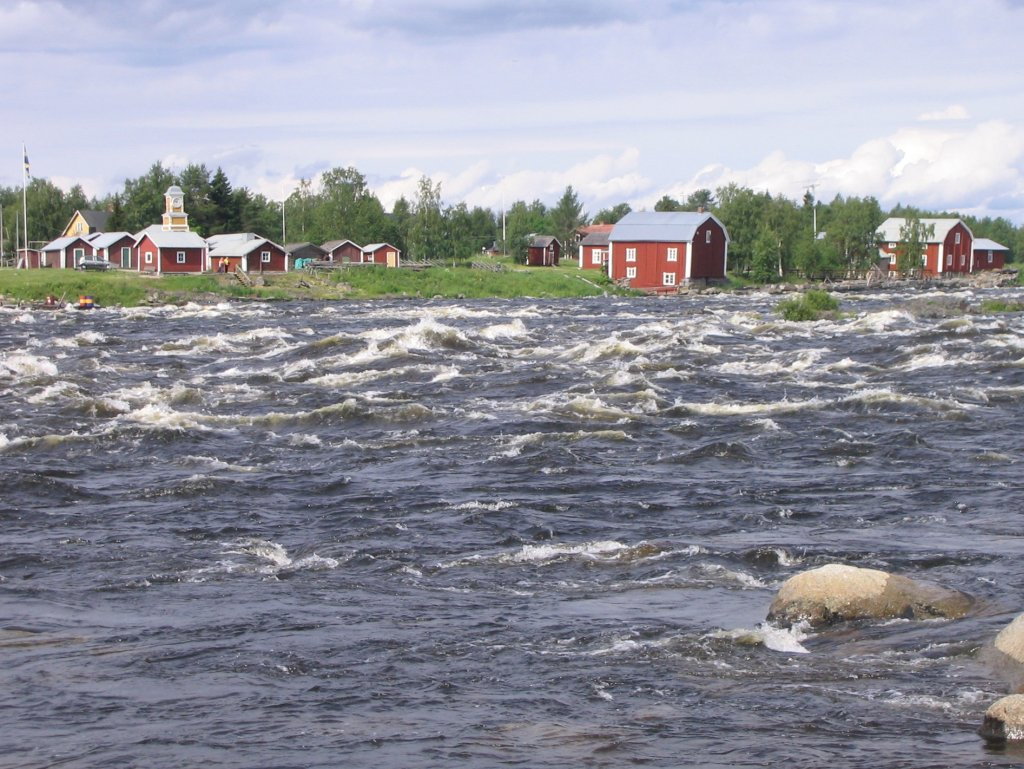
Kukkolaforsen

Torne älv eller Torneälven (nordsamiska Duortnoseatnu, finska Tornionjoki, meänkieli Tornionväylä) är en av Sveriges nationalälvar. Den är Norrbottens läns längsta älv, 520 km lång, och räknat i medelvattenföring näst största, efter Lule älv. Den rinner upp i Torne träsk 341 meter över havet. Avrinningsområdet är 40 157 km², beläget i både Sverige och Finland. 

## Biflöden, sträckning och roll som gräns
Största biflöden är Rautasälven, Vittangiälven, Lainioälven och Muonioälven. Vid Junosuando förloras över hälften av vattenmängden till Kalixälven genom bifurkationen Tärendö älv. Det område som omger älven upp till Kurravaara och biflöden kallas Tornedalen. Torne älvs avrinningsområde räknas till ett av Sveriges huvudavrinningsområden (nummer 1).
Torne älv utgör gränsen mellan Sverige och Finland i 19 mil, från cirka 1 km öster om Kengis till strax norr om Torneå där gränsen i 4,03 km följer gränsmarkeringar. Gränsen följer enligt 1809 års fredsavtal älvens djupfåra. Vart 25:e år (senaste gången 2006) görs en kontroll av djupfåran och gränsen har flyttats flera gånger. Närmast Haparanda är gränsen fastställd med gränsmärken på land. Det finns 13 broar över Torne älv, i Jukkasjärvi, Vittangi, Kuoksu, Junosuando, Anttis, Pajala (2 stycken), Pello, Övertorneå (Matarenki)–Aavasaksa och Torneå (4 stycken).

## Mänsklig historia
Torne älv har i årtusenden lockat människor. Älvens rika tillgång på fisk, och dess säregna utformning har gjort att man utvecklat speciella och effektiva fångstmetoder. Sikfisket vid Kukkolaforsen är ett levande exempel på detta. Järnbruket Kengis bruk som anlades på 1600-talet med en betydande vallonsk och svensk invandring till trakten är ett exempel där älven och den omgivande naturen erbjudit förhållandevis goda levnadsvillkor. Tornedalen är en smältdegel av olika kulturer och språk. Här samsas idag finska, meänkieli, svenska och samiska. Traditionellt har befolkningen på båda sidor av gränsen talat finska. De flesta ortnamnen är fortfarande finska. I modern tid har dock svenskan tagit över som dominant förstaspråk på den svenska sidan av älven.
Älvens betydelse som transportled har varit stor inte minst under flottningsepoken.

## Orter vid Torne älv
- Kurravaara, Kiruna kommun
- Oinakka, Kiruna kommun
- Laxforsen, Kiruna kommun
- Jukkasjärvi/Poikkijärvi, Kiruna kommun
- Paksuniemi, Kiruna kommun
- Vittangi, Kiruna kommun
- Kuoksu, Kiruna kommun
- Nurmasuanto, Kiruna kommun
- Kurkkio, Pajala kommun
- Junosuando, Pajala kommun
- Tornefors, Pajala kommun
- Lovikka, Pajala kommun
- Anttis, Pajala kommun
- Peräjävaara, Pajala kommun
- Juhonpieti, Pajala kommun
- Erkheikki, Pajala kommun
- Autio, Pajala kommun
- Mukkakangas, Pajala kommun
- Pajala, Pajala kommun
- Kengis/Köngänen, Pajala kommun
- Kassa, Pajala kommun
- Kardis, Pajala kommun
- Jarhois, Pajala kommun
- Pello kyrkoby, Pello kommun
- Pello, Övertorneå kommun (Sverige)
- Svanstein, Övertorneå kommun (Sverige)
- Turtola, Pello kommun
- Juoksengi, Övertorneå kommun (Sverige)
- Juoksenki, Pello kommun
- Niskanpää, Övertorneå kommun (Sverige)
- Kaulinranta, Övertorneå kommun (Finland)
- Kuivakangas, Övertorneå kommun (Sverige)
- Kuivakangas, Övertorneå kommun (Finland)
- Aavasaksa/Närkki, Övertorneå kommun (Finland)
- Övertorneå/Matarenki, Övertorneå kommun (Sverige)
- Övertorneå/Ylitornio/Alkkula, Övertorneå kommun (Finland)
- Niemis/Niemis/Joenkylä, Övertorneå kommun (Sverige)
- Kainuunkylä/Hälsingbyn/Helsingbyn, Övertorneå kommun (Finland)
- Hedenäset/Koivukylä, Övertorneå kommun (Sverige)
- Bäckesta/Päkkilä, Övertorneå kommun (Sverige)
- Pekanpää, Övertorneå kommun (Finland)
- Risudden/Vitsaniemi, Övertorneå kommun (Sverige)
- Korpikylä, Haparanda kommun
- Korpikylä, Torneå stad
- Karungi, Haparanda kommun
- Karunki, Torneå stad
- Kukkola, Haparanda kommun
- Kukkola, Torneå stad
- Vojakkala, Haparanda kommun
- Vojakkala, Torneå stad
- Mattila, Haparanda kommun
- Haparanda/Haaparanta, Haparanda kommun
- Torneå/Tornio, Torneå stad